# HIARCS
HIARCS, wat staat  voor Higher Intelligence Auto Response Chess System, is een commercieel computerschaakprogramma dat is ontwikkeld door Mark Uniacke.
De eerste versie van het programma ontstond in 1980 als schoolproject toen Uniacke 15 jaar oud was. Het was geschreven in PDP-11 Basic waardoor het programma nogal traag was. In 1987 werd het opnieuw geschreven in de programmeertaal C. In 1991 werd Uniacke wereldkampioen amateurs met zijn programma. In 1992 maakte hij versie HIARCS 1.0 voor MS-DOS.
Vanaf 1996 is het programma (versie 7.32) geschikt voor Windows en wordt het door ChessBase verkocht. Het programma maakte toen al gebruik van een eindspeldatabase tijdens het zoeken. De laatste versie van ChessBase is versie 10.0 in 2005. Versie 11 is sinds december 2006 verkrijgbaar en is tevens de eerste versie die machines met meerdere processoren ondersteunt.

## Titels
- 1991: Wereldkampioen computerschaak (bij de amateurs)
- 1993: Wereldkampioen computerschaak

## Versies
- 1992: HIARCS 1.0
- 1993: HIARCS 2.0 en HIARCS 2.1
- 1994: HIARCS 3.0
- 1995: HIARCS 4.0
- 1999: HIARCS 7.32
- 2005: HIARCS 10.0
- 2006: HIARCS 11
- 2008: HIARCS 12
- 2009: HIARCS 13 (gebruikt door Pocket Fritz 4)
- 2010 (mei): HIARCS 13.1 (Windows en Mac)
- 2012 (26 augustus): HIARCS 14

## Sterkte
HIARCS is een van de sterkste schaakprogramma's. Het programma werkt op iOS, Mac OS X, Microsoft Windows en sinds 2004 op de PalmOS.
In december 2006 behaalde Hiarcs 10.0 een derde plaats op de SSDF ratinglijst, met een Elo-rating van 2850.
Het programma rekent traag, maar blinkt met name uit in kennis.

## Fraude
Het schijnt dat Umakant Sharma, een Indiaas schaker, tijdens toernooien via zijn bluetooth device dat in zijn hoofddeksel verborgen was, gebruik heeft gemaakt van HIARCS 10.

## Resultaten
- Jaren 90: HIARCS deed mee aan de AEGON-toernooien in Den Haag, hierbij werd elk jaar door menselijke spelers tegen de beste schaakprogramma's gespeeld. HIARCS behaalde in zijn partijen in totaal 18,5 uit 30.
- 1993: HIARCS wint het WK computerschaken.
- 1996: HIARCS speelde twee onbesliste partijen tegen Anand en Jan Timman. In dit jaar speelde HIARCS 6.0 een tweekamp tegen internationaal meester Deen Hergott (Elo 2395) en behaalde een resultaat van +3-1=2.
- 2002: Over het internet werd met HIARCS 8.0 een match gespeeld tegen Boris Gulko die werd gewonnen met 1,5 tegen 0,5. Later werd met 1 tegen 1 gelijkgespeeld tegen Ilja Smirin.
- 2003: HIARCS 9.0 speelde in januari een match van vier partijen tegen internationaal grootmeester Jevgeni Barejev, toentertijd nummer 8 op de wereldranglijst. Alle vier de partijen eindigden in een remise.
- 2005: De PalmOS-versie van HIARCS verslaat meerdere grootmeesters in snelschaakpartijen onder wie Jan Gustafsson.
- 2007: HIARCS won in december het 17e internationale computerschaakkampioenschap in Paderborn
- 2008: HIARCS wint een zilveren medaille (achter Rybka) op het 16e WK computerschaken.
- 2009: HIARCS wint, met 9.5 pt. uit 10 partijen, het toernooi om de Mercosur Cup in Buenos Aires, waaraan diverse menselijke grootmeester deelnemen. HIARCS draait op een Fritz4 zakcomputer.[4]